# Kimagure Orange Road
Kimagure Orange Road (きまぐれオレンジ☆ロード Kimagure Orenji Rōdo?) es un manga y anime creado por Izumi Matsumoto. El manga se publicó en la revista Shōnen Jump; el anime fue producido por el Studio Pierrot en 1987.
El anime de Kimagure Orange Road se emitió por primera vez en 1985. a manera de un especial de Shonen Jump. Posteriormente se estrenó como serie propia el 6 de abril de 1987 en Japón, el mismo día que se estrenaba otro anime importante de la década: City Hunter.
Tiempo después fue licenciado en Italia y posteriormente emitido en España en Tele 5 en 1992 (debido a las relaciones de la cadena con su matriz italiana se mantuvo el montaje que hicieron en Italia); el título original de la serie fue alterado y se tituló Johnny y sus amigos y sus personajes también sufrieron cambios en sus nombres por ejemplo: Johnny (Kasuga Kyosuke), Sabrina (Ayukawa Madoka) y Rosa (Hiyama Hikaru) entre otros. Pero años después, en 2004, hicieron otro doblaje siendo fiel al original, con el título original y los verdaderos nombres de los personajes, de la serie y de los 8 OVA que fueron licenciados por Jonu Media en formato DVD. La serie al día de hoy no ha tenido doblaje en Latinoamérica
En 2004, la serie, los 8 OVA y la primera película fueron dobladas al catalán y emitidas por el canal K3. Como cogieron directamente el montaje de Japón y no el italiano, el título y los nombres de los personajes no fueron modificados.

## Argumento
Kimagure Orange Road comienza con la mudanza a una ciudad ficticia cercana a Tokio de una familia japonesa formada por un padre viudo (Kasuga Takashi), tres hijos (Kyosuke, Manami y Kurumi, quienes poseen poderes) y un gato al que llaman Jingoro. El mismo día que llegan a la nueva ciudad, Kyosuke sale a pasear para conocer los alrededores de su nueva casa y le sucede algo que cambia por completo su vida: conoce a una bella chica (Ayukawa Madoka) en lo alto de una escalinata de un parque y con la que coincide después en su clase del instituto.
Kyosuke se da cuenta de que la personalidad de Ayukawa es bastante compleja, ya que no se comporta igual cuando están a solas que cuando se encuentran en el colegio. Hiyama Hikaru, amiga de Ayukawa, se encapricha de Kyosuke y le propone que salgan juntos. Kyosuke, caracterizado por ser un joven muy indeciso, acepta su invitación en principio, pero se da cuenta de que su cabeza siempre está pensando en Ayukawa Madoka y hará todo lo posible por acercarse a ella.

## Personajes

### Kasuga Kyosuke
Nacido el 15 de noviembre de 1969 bajo el signo de Escorpio, hijo de Kasuga Takeshi y de su esposa: Akemi, la cual murió al dar a luz a sus hermanas mellizas. Kyosuke es el narrador de la historia, como si esta se tratase de dulces recuerdos de su juventud. Su indecisión es la que provoca la mayoría de las divertidas situaciones entre Madoka, Hikaru y él mismo. Es capaz de teletransportarse, mover objetos, tiene sueños premonitorios y la curiosa habilidad de hipnotizarse a sí mismo, aunque sus poderes, en vez de ayudar, suelen embrollar más las cosas. Se resfría cada vez que se cae al agua, lo cual según la costumbre japonesa, es síntoma de constitución física débil. El kanji de "Kasuga" significa "sol primaveral", como si fuera el sol que convierte el río de Ayukawa en brillantes reflejos de plata. Podríamos decir que "Kasuga" saca lo mejor de "Ayukawa", así que sus nombres son completamente complementarios. En la versión animada Kyosuke es doblado por Toru Furuya en japonés, y por Eduardo Gutiérrez en castellano, en la versión de Tele 5, donde se le conoce como Johnny.

### Ayukawa Madoka
Ayukawa Madoka nace el 25 de mayo de 1969 bajo el signo de Géminis. Desde muy pequeña se acostumbró a valerse por sí misma, ya que su padre es un famoso director de orquesta y su madre una célebre violinista y siempre están de gira viajando. Todo esto la hizo volverse muy autosuficiente y problemática desde muy joven. Tiene una hermana mayor que, después de casarse, se fue a vivir a Seattle. A Madoka le encanta tocar el saxofón, pero también se defiende tocando la guitarra, la flauta y el piano, instrumento con el cual le dedica una canción a Kyosuke titulada "Kyosuke number one"; le encantaría trabajar en algo relacionado con la música. Su músico clásico favorito es Haendel, pero también le gusta la música pop y rock. Su color favorito es el rojo, que viste con asiduidad. Del mismo color es cierto sombrero de paja que un chico le regaló hace años. Trabaja a tiempo parcial en el ABCB, un pequeño pub de la calle Orange. Hikaru es casi la única amiga que tiene Madoka y desde su infancia han estado juntas. Ahora que su amiga sale con Kyosuke, su corazón se encuentra en una encrucijada: ayudar a su amiga o mostrar lo que siente por Kyosuke. Madoka es a veces cálida y a veces fría como el hielo; llega a confundir a los demás con sus cambios anímicos, pero es parte de su tremendo atractivo, que encandila absolutamente a Kyosuke. El nombre de Ayukawa lo componen dos kanji: "ayu", que es un pequeño pez plateado de río, y "kawa", literalmente río o arroyo. El reflejo de esos peces en los ríos produce que a veces el agua brille como la plata y después se oscurezca su tono. Así es Madoka, a veces alegre y a veces distante. La voz de Madoka la puso Hiromi Tsuru en la versión original y Maribel Casas en la versión española de Tele 5 donde se la conoce como Sabrina.

### Hiyama Hikaru
Exactamente dos años después de nacer Kyosuke, el día 29 de marzo, nació una niña llamada Hiyama Hikaru, bajo el signo Aries. Hikaru es todo alegría y espontaneidad y está enamorada profundamente de su senpai, Kyosuke. No ve, o no quiere ver, que el corazón de Kyosuke está mucho más cerca de Madoka que de ella. Madoka es para Hikaru la hermana mayor que nunca tuvo, pues es hija única, y la adora y la toma siempre como modelo. Hikaru ama de una manera arrebatadora, dejándose llevar siempre hasta parecer a veces cargante, pero es así por su sencillez y candidez. Le encanta dibujar, pero su pasión es el baile y le encantaría llegar a ser bailarina profesional en algún musical de Broadway. "Hiyama" procede de un kanji que significa "luz", "brillar", en clara referencia a su personalidad brillante y arrebatadora; redunda el hecho que "hikaru" también significa "luz". Esos son los dos "soles" que cuelgan dibujados en la campanilla que Hikaru le regala a Kyosuke en la primera película. Eriko Hara fue la encargada de poner la voz de Hikaru en la versión original, y Chelo Molina hizo lo mismo para Tele 5 con el nombre de Rosa.

### Kasuga Manami y Kurumi
Son las hermanas pequeñas de Kyosuke. A pesar de ser mellizas son diametralmente opuestas. Kurumi es explosiva, indisciplinada y completamente irresponsable. Manami, que usa gafas, es hogareña, cuidadosa y ordenada. De hecho, desde pequeña, ha sido la "madre" de su familia, cocinando y llevando su hogar. Ambas protagonizan sendos divertidos episodios de la serie, aunque en el manga su importancia es mucho mayor, ya que por ejemplo es Manami la que abre los ojos a Hikaru sobre los sentimientos de su hermano por Madoka. En la versión española, a Kurumi se la conoce como Tamara y a Manami como Manuela.

### Komatsu Seiji y Hatta Kazuya
Komatsu y Hatta son los mejores amigos de Kyosuke. Compañeros de clase de Kasuga, están obsesionados, como adolescentes que son, con las chicas y sus secretos. Especialmente les interesa todo lo relacionado con Manami y Kurumi, algo que horroriza a Kyosuke. Siempre se meten en líos por su irresponsabilidad y arrastran al pobre Kyosuke con ellos.

### Hino Yuusaku
Yuusaku es amigo de la infancia de Madoka y Hikaru y siempre ha estado enamorado de esta última. Se puso a hacer deporte, judo, porque a Hikaru le gustaban los chicos fuertes, pero se encontró con que Kyosuke, al que odia profundamente por ello, le había robado el corazón a su chica. Durante toda la serie hace ímprobos esfuerzos por llamar la atención de Hikaru, pero solo obtiene el desdén o la simple indiferencia. Al final de la serie no hay nada que indique que termine sustituyendo en el corazón de Hikaru a Kyosuke, desgraciadamente para él. En la versión española, se le conoce como Roberto.

### Takashi Kasuga
Es padre de los Kasuga, fotógrafo profesional con cierto nombre. Ha realizado alguna exposición y su especialidad son los paisajes. Le trae de cabeza tener hijos con poderes especiales, los cuales heredaron de su madre Akemi, a la que conoció en una salida que hizo a las montañas del centro de Japón. Takashi debe estar entrado en los cuarenta, a juzgar por la edad de sus hijos.

### Master
Es el dueño del ABCB. Ronda los treinta y dirige el bar donde los protagonistas de la serie trabajan a tiempo parcial de vez en cuando. Todos le llaman "Master", que es como se llama a los dueños de bares en Inglaterra. En España se podría traducir por "Jefe", que es como nos dirigimos a veces a los que están detrás de la barra (como en "Eh, Jefe, ¿me cobra?"). Master es experto en preparar café expresso, algo bastante raro en Japón, e incluso viajó a Europa a comprarse una cafetera de calidad. En la versión española es conocido por el nombre de Luis.

### Jingoro
Es el hermoso gato de los Kasuga. Siempre es martirizado y achuchado por las mellizas. Jingoro (en la versión de Tele 5 se llamó Hércules) siempre está intentando escaparse de la casa, harto de la tiranía de Kurumi y Manami. Algunos opinan que los Kasuga adoptaron a Jingoro al llegar a la ciudad, ya que en el episodio 48 de la serie se ve a la Madoka del pasado acariciando a un gatito muy parecido a Jingoro. Gordo y comodón, no es lo suficientemente atrevido para huir definitivamente. Su nombre proviene de un escultor japonés llamado Hidari Jingorō, el cual realizó una obra llamada Nemuro Neko (Gato Yaciente), que se encuentra en el Mausoleo Tokugawa, en Nikkō.

### Akane y Kazuya
Son los terribles primos de Kyosuke; al ser familia de su madre, sí heredaron los poderes de la familia. Así Kazuya, con sólo cinco años, ya es un potente telépata y Akane, de la misma edad de Kyosuke, tiene la habilidad de crear ilusiones y tomar el aspecto de quien quiera. Desde que Akane conoció a Madoka tiene una tremenda debilidad por ella, lo que ha dado lugar a rumores sobre su lesbianismo, aunque el autor ha explicado que más bien corresponde a una fase adolescente de búsqueda de un modelo a seguir (en este caso, Madoka). Por su parte, Kazuya ha puesto en apuros a su primo con su curiosa habilidad para cambiar cuerpos por el expedito medio de chocar su cráneo con el de sus víctimas. Akane solo aparece en el manga y no en el anime en general ya que solo aparece en dos OVA. En el OVA ¡Huracán! La chica transformista se la conoce como Elvira en el doblaje español.

### Los abuelos
Los padres de Akemi, la madre de los Kasuga, viven en las montañas del centro de Japón, en el mismo sitio donde Takashi se enamoró de Akemi. Después de la boda, adoptaron en su familia a Takashi, por lo cual pasó a apellidarse "Kasuga". Son amables y bondadosos, aunque no se esfuerzan en ocultar los poderes que tienen. Kyosuke se las ve y se las desea para que no los muestren en público, especialmente delante de sus amigos.

### Hayakawa Mitsuru
Mitsuru es un idoru, un cantante para adolescentes, que conoció a Kyosuke, Madoka y Hikaru durante el doble OVA Heart on Fire!, al intercambiar cuerpos con el primero. Tras los acontecimientos de estos episodios, Hayakawa prosigue su carrera como cantante "serio" y es quien le dará su primera oportunidad en el mundo de la música a Madoka. Vuelve a aparecer en la película Shin KOR: Soshite, ano natsu no hajimari.

### Ushiko y Umao
Los vecinos del piso de abajo de los Kasuga acostumbran a aparecer en las situaciones más insospechadas, declarándose su amor con una frase de Romeo y Julieta de Shakespeare. En Quiero volver a ese día, aparece tan solo Umao con su hijo Shikao en brazos, pidiéndole por televisión a Ushiko que vuelva a su lado. En el viaje al pasado de Kyosuke de los episodios 47 y 48, podremos ver su primer encuentro, allá por 1982. Ambos ponen el contrapunto humorístico con sus sorprendentes apariciones.

## Manga
El manga fue escrito y dibujado por Izumi Matsumoto, y publicado en la revista Shōnen Jump entre febrero de 1984 y octubre de 1987. Se recopiló en 18 volúmenes (tankôbon) de la colección Jump Comics, de Shueisha; posteriormente, en 1993, se reeditó en 10 tomos de lujo (bunkoban) con ilustraciones nuevas de Matsumoto y tapas duras. En España tuvo una primera edición parcial a cargo de la editorial Norma, y posteriormente fue editada por completo en formato grande por la editorial Glénat en 2009.

## Anime

### Serie de televisión
La historia de KOR fue llevada a la pantalla de televisión casi inmediatamente, visto su gran éxito como manga. En principio salió un episodio piloto, en formato de OVA, y con un diseño de personajes ligeramente más aniñado de lo sería después. Posteriormente se lanzó una serie de 48 episodios, algunos basados en historias del manga y otros con tramas completamente nuevas.
La serie fue realizada por el Estudio Pierrot, la productora de anime, para la Toho Company Ltd. Por parte de Pierrot, el productor fue Reiko Fukakusa; por parte de la Toho, figuró Haruo Sai. Los directores, Naoyuki Yoshinaga, Takeshi Mori, Kôichirô Nakamura y Tomomichi Mochizuki, dirigieron alternativamente los capítulos de la serie y posteriormente de los OVA. Tiene mucha importancia la labor del guionista, Kenji Terada, apoyado por Isao Shiruya, que aporta a la serie momentos simpáticos, como los que protagonizan los personajes Umao y Ushiko, y que se atrevió incluso a crear episodios originales (esto es, sin correspondencia con el manga) como el 40 y 42. El diseño de personajes corresponde a Akemi Takada, que en aquel momento estaba en el cénit de su carrera. La música fue de Shirô Sagisu. El director artístico fue Satoshi Miura. El director de animación fue Masako Gôto. Los directores de fotografía fueron Toshikazu Komatsu y Jin Kaneko. El director de audio fue Noriyoshi Matsûra.
Durante su emisión, salió al aire un especial de 40 minutos, emitido entre los capítulos 13 y 14, conocido popularmente como "Tanabata Special", debido a que se emitió durante las fiestas de Tanabata de 1987. Por último, tras el episodio final, el 48, se emitió otro capítulo especial de 60 minutos, constituido por los mejores momentos de la serie, presentando, además, la serie que sustituiría a KOR, Moeru Onisan.

### OVA

#### Los amantes blancos
(Shiroi renjintachi) La pandilla está en casa de los abuelos de Kyosuke. Madoka y Hikaru están tomando un baño mientras son espiadas por el abuelo y Jingoro. Más tarde, el abuelo les cuenta la leyenda que persigue a los enamorados que esquían juntos. Al día siguiente, asustada, Hikaru obliga a Kyosuke a esquiar junto a Madoka. Un alud atrapa a Kyosuke y Madoka en una cueva. Allí Kyosuke tiene una fantasía en la que Madoka se le insinúa. Al despertar, una irritada Madoka le regaña por estar él desnudándose. Más tarde, Kyosuke le cuenta a Madoka la leyenda de dos enamorados que, perseguidos por los que no permitían su amor, se ocultaron en una cueva; ella cayó a la lava creyendo que él no quería salvarla. Desde entonces su fantasma vaga persiguiendo a enamorados por toda la montaña. De pronto, son atacados por zombis y el suelo cede bajo sus pies, revelando un foso lleno de lava. Aparece el fantasma, que trata de forzar a Kyosuke a soltar la mano de Madoka, que cuelga en el vacío. Pero Kyosuke prefiere no soltarla y caer los dos al magma fundido. Eso libera el alma del fantasma que puede descansar en paz. Los dos reaparecen sanos y salvos, cogidos aún de la mano (basado en las historias 6 y 7 del vol. 11 del manga).

#### Suspense hawaiano
(Hawaiian Suspense) Madoka, Kyosuke y Hikaru están de vacaciones en Hawái. Hikaru es raptada al ser confundida con la hija de un importante industrial. Madoka y Kyosuke tratan de salvarla, pero quedan atrapados en el mismo almacén donde Hikaru está retenida. Haciendo uso de sus poderes, Kyosuke se libera de sus ataduras y los tres inician la huida, con los secuestradores pisándoles los talones. En un aparcamiento están a punto de ser arrollados por el coche de los raptores; Madoka, usando un revólver que había cogido de uno de los secuestradores, le dispara al auto y éste se estrella contra un muro. Todo acaba felizmente con la llegada de la policía. (Basado ligeramente en las historias 8 y 9 del vol. 14 del manga).

#### Soy un gato, soy un pez
(Wa ga hai wa neko deattari o sakana de taro) El abuelo llega de visita con una cuerda que sirve para intercambiar las esencias de las personas que la sostienen. Accidentalmente, Kyosuke se intercambia con el pez de colores de sus hermanas y cae por la ventana al carro de un vendedor de peces de feria. Ya en el puesto, Kyosuke-pez es cazado por Madoka, la cual le regala a Hikaru. Las mellizas aparecen en casa de ésta, pero cuando intentan salvarle la cuerda se vuelve a entrometer y Kyosuke se intercambia con Jingoro. Al huir de la casa de Hikaru, tropieza con una botella de vino que le mancha y le cambia el color del pelaje. Madoka le encuentra y le lleva a casa, donde aparece Hikaru. Las dos se rifan al gato, que finalmente se queda en casa de Madoka. Cuando ella se desviste para darse un baño, un escape de gas la deja inconsciente. Kyosuke-gato logra reanimarla y, como premio, le recompensa con un beso. Pero... (Basado en la historia 9 del vol. 17 y en la 4 del vol. 14 del manga).

#### ¡Huracán! La chica transformista
(Hurricane! Henshin shôjo Akane) Kyosuke despierta y se encuentra a Hikaru en su cama. Pero no es ella, sino su prima Akane, que tiene el poder de mostrarse como la persona que ella elige mediante ilusiones. Al enterarse del doble juego que su primo tiene con dos chicas, Akane decide que él tiene que romper con Madoka, para lo cual le pone en muchas situaciones embarazosas. Pero cuando Akane conoce a Madoka se queda prendada de ella, así que la acompaña a la Disco Moebius. Las dos son abordadas por unos macarras, y como Madoka está agotada de las peripecias del día... (Basado en las historia 6 del vol. 7 del manga.)

#### El escenario del amor: ¡La primavera de los ídolos!
(Ren no stage = Heart on fire! Haruna Idol)Kyosuke viene del local donde la banda del primo de Madoka, Shuu, ensaya para actuar en un concurso musical, el cual se clausurará con la actuación del ídolo cantante Mitsuru Hayakawa. De repente, Kyosuke choca con el cantante e intercambian sus cuerpos. Posteriormente es salvado de las hordas de fanes por una antigua amiga de Hayakawa, Shiori. Por otro lado, Hayakawa se encuentra con Hikaru y posteriormente con Madoka; ésta le recuerda a su primer amor, Shiori. Kyosuke encuentra a Hayakawa mientras éste recordaba sus comienzos en el taller de radio del instituto. Todo vuelve a la normalidad: Kyosuke y Madoka marchan al concierto y Hayakawa le confiesa su amor a Shiori.

#### El escenario del amor: Ha nacido una estrella
(Ren no stage = Heart on fire! Star tanjô) Kyosuke suena que Hayakawa revela su secreto sobre el escenario del concierto. Trata de hablar con él, pero este rechaza mantenerlo oculto. Justo antes del concurso, Yukari cae enferma y Madoka la acompaña al hospital en ambulancia. Kyosuke se va a buscarla, montado en bicicleta, y llega justo para salvar a Madoka de ser atropellada. Por fin la lleva al escenario, donde canta en lugar de Yukari con el grupo de Shuu. Al final del concurso, Hayakawa confiesa que está enamorado de Yukari y que deja de ser un ídolo musical. (Doble episodio basado en las historias 4 a 9 del vol. 16 y en la historia 1 del vol. 17 del manga.)

#### Una situación inesperada
(Hoigakenai situation) Kyosuke acepta hacerse pasar por el novio de su prima Akane ante las amigas de ésta. Pero las muy quisquillosas no se creen esa relación, por lo que someten a muchas pruebas a los dos para demostrar que son novios. Hikaru aparece, pero Akane, con el aspecto de Kyosuke, la despide de malos modos y la hace llorar. Justo cuando las cosas parecen ponerse interesantes, llega Madoka. (Basado en las historias 4 y 5 del vol. 17 del manga.)

#### El mensaje de pintalabios
(Message no Rouge) El padre de Madoka vuelve a Japón para un concierto. Comoquiera que le cree sorprender besando a una mujer, Madoka escribe un mensaje de despedida en el espejo del baño de su casa y se va de ella. Va a casa de Kyosuke, pero no le encuentra, por lo que pasea para ver si da con él. En su paseo, llega a la escalera y cuenta... son 100 escalones, Kyosuke tenía razón. Al volver a casa, Kyosuke se encuentra a Madoka esperando en la puerta. Madoka se ofrece a preparar la cena, pero Kyosuke nota que algo va mal... cosa que confirma cuando ella le pide pasar la noche en su casa. (Basado en las historias 4 y 5 del vol. 17 del manga.)

### Episodio piloto
En el episodio piloto, Shû Tsuki (solo se televisó en Cataluña), Kyosuke, Madoka, Hikaru, Yuusaku y Kazuya están de vacaciones en Okinawa. A la vuelta de la playa, Kazuya cambia el número de las puertas de las habitaciones de los bungalows donde se alojan, provocando un buen lio y que Madoka y Kyosuke tengan que escaparse hacia la playa. Con unos equipos de submarinismo, encuentran una cueva submarina. Empiezan a explorarla, pero por un accidente pierden las bombonas y están en peligro de ahogarse. Al final, Kazuya y Kyosuke se comunican por telepatía y los dos son rescatados. (Basado muy ligeramente en las historias 2, 3 y 4 del vol. 6 del manga.)

## Películas

### Quiero volver a ese día
(Ano hi ni kaeritai) Narra la conclusión y el final del triángulo amoroso donde Kyousuke y Ayukawa finalmente se sinceran el uno con el otro y descubren que ambos desean estar juntos. Esta película fue criticada al dejar a un lado el toque inocente, gracioso y jovial de la serie para generar un tono mucho más sombrío, agridulce y trágico encarnado en la trama y en el personaje de Hikaru, donde es mostrada mucho más humana y realista, provocando así la ruptura de su amistad con Madoka y Kyousuke.

### Shin Kimagure Orange Road: Soshite ano natsu no hajimari
Soshite ano natsu no hajimari (El principio del verano) es la última película de KOR, adaptada de la primera de tres novelas gráficas lanzadas tiempo después del manga. narrando la continuación de la historia y del triángulo de Kyousuke, Ayukawa y Hikaru. La trama gira en torno a un viaje en el tiempo que llevará a Kyousuke varios años al futuro, conociendo su futuro con Madoka y reencontrándose con Hikaru.
Aunque el diseño de los personajes es diferente (un estudio de animación diferente se hizo cargo de la película), la historia continua perfectamente la historia de la película anterior. La banda sonora de esta película está compuesta por Kajiura Yuki. La película no ha sido editada en España, y curiosamente es el único material de la serie con doblaje en inglés.

## Música
La banda sonora del anime fue compuesta por Shirō Sagisu, autor también de las BSO de Bleach, Neon Genesis Evangelion, Berserk (serie de televisión de 2016), Macross o Nadia entre otros. Resaltan también la presencia de Meiko Nakahara y Kanako Wada en diferentes pistas musicales de la serie, siendo considerada una de las mejores bandas sonoras de la época.
Las canciones y temas de la serie, películas y OVA se reúnen en varios discos:
- Kimagure Orange Road BGM CD Collection Special Shuu Tsuki.
- Sound Color 1
- Sound Color 2
- Singing Heart
- Sounnd Color 3
- Kimagure Orange Road Station
- KOR Original Drama-hen "Casette tape no dengon"
- Ano hi ni kaeritai OST
- Loving Heart
- Mogitate Special
- Eternal Collection Sound Color Box
- Singing Heart² (siete discos)
- Single Collection Kimagure Orange Road
- Kimagure Orange Road Original - CD Cinema (cinco discos)
- Kimagure Orange Road Original - Original Soundtrack "Kono tokimeki wa wasurenai"
- Shin Kimagure Orange Road - Image Album
- Shin Kimagure Orange Road - Original Movie Soundtrack
- Shin Kimagure Orange Road - Madoka Piano Files
- Shin Kimagure Orange Road - Vocal Collection

## Novelas
Existen tres novelas escritas por Matsumoto Izumi y Terada Kenji. La primera se publicó en 1994, la segunda justo un año después cuyo título en español es SHIN-KIMAGURE ORANGE ROAD 2:El misterio del asesinato piramidal, y la última en 1997 titulada: Shin Kimagure Orange Road: Madokass Secret Memory. En ellas puede verse la evolución de los personajes con el paso del tiempo. La primera de estas novelas sirvió de base para la película Shin Kimagure Orange Road: Soshite ano natsu no hajimari.